# Nierembergia ericoides
Nierembergia ericoides är en potatisväxtart som beskrevs av John Miers. Nierembergia ericoides ingår i släktet Nierembergia och familjen potatisväxter. Inga underarter finns listade i Catalogue of Life.